# Сталінісубані
Сталінісубані (груз. სტალინისუბანი) — село в Грузії.
За даними перепису населення 2014 року в селі проживає 956 осіб.